# All Dulles Area Muslim Society

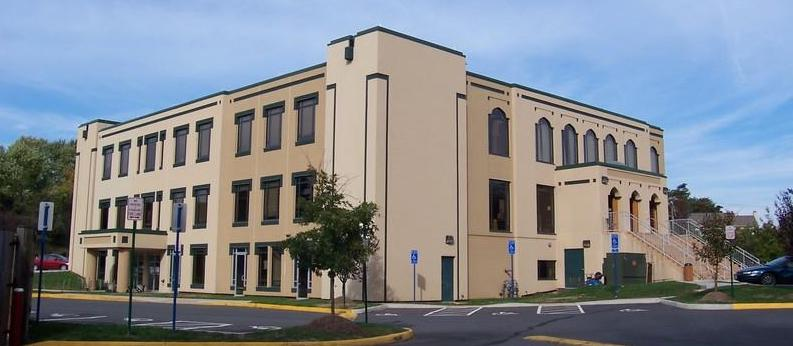
ADAMS

Die All Dulles Area Muslim Society (ADAMS) ist eine der größten Moscheen in den Vereinigten Staaten. Sie befindet sich in Sterling (Virginia) in der Washington Metropolitan Area und dient 5000 Muslimen. ADAMS bietet eine Vielzahl von Dienstleistungen an. Einige sind religiöser Natur, wie zum Beispiel islamische und arabische Klassen, während andere kommunaler Natur sind, wie zum Beispiel Boy- und Girl-Scout-Aktivitäten.
Der derzeitige Geschäftsführer ist Imam Mohamed Magid, eine führende Persönlichkeit des Islam in den Vereinigten Staaten, der von 2010 bis 2014 Präsident der Islamic Society of North America (ISNA) war, des größten Dachverbandes der Muslime in Nordamerika.